# Casa a l'avinguda Àngel Guimerà, 215 (Cardedeu)
La Casa a l'avinguda Àngel Guimerà, 215 és una obra de Cardedeu (Vallès Oriental) inclosa a l'Inventari del Patrimoni Arquitectònic de Catalunya.

## Descripció
Casa-torre aïllada de dos habitatges, de tipologia ciutat jardí. Aquesta s'alça sobre un perímetre irregular i voltada de tanca molt baixa d'obra. La casa té estructura i composició simètrica: un cos central quadrat amb dos cossos afegits als costats component una línia corba a les façanes laterals i acabades en terrassa amb balustrada de pedra. Flanquejant la part central, dos porxos amb frontó clàssic, sostingut per columnes i pilastres. El llenguatge és en conjunt clàssic. La casa dona la idea d'una "quinta italiana".

## Història
L'encàrrec de la casa es va fer el 17-03-1949; J. Mª Dominguez demanà llicència per a fer dos torres en el mateix terreny. L'edifici es construí en el terreny d'un antic celler, d'aquí el sobre nom de la casa. Aquest celler pertanyia a una casa que disposava de nombroses vinyes.